# Råffoträsket
Råffoträsket är en sjö i Malå kommun i Lappland och ingår i Skellefteälvens huvudavrinningsområde. Sjön har en area på 0,779 kvadratkilometer och ligger 365,9 meter över havet.

## Delavrinningsområde
Råffoträsket ingår i det delavrinningsområde (725024-161967) som SMHI kallar för Ovan Bockträskbäcken. Medelhöjden är 374 meter över havet och ytan är 23,53 kvadratkilometer. Räknas de 5 avrinningsområdena uppströms in blir den ackumulerade arean 160,83 kvadratkilometer. Malån som avvattnar avrinningsområdet har biflödesordning 2, vilket innebär att vattnet flödar genom totalt 2 vattendrag innan det når havet efter 167 kilometer. Avrinningsområdet består mestadels av skog (77 procent). Avrinningsområdet har 0,78 kvadratkilometer vattenytor vilket ger det en sjöprocent på 3,3 procent.